# Darío Cavada
Darío Cavada Contreras (Ancud, 13 de agosto de 1869-1955), fue un escritor y profesor chileno del archipiélago de Chiloé. Fue hermano del sacerdote y también escritor Francisco Cavada.

## Biografía
Darío Cavada nació el 13 de agosto de 1869 en Ancud, siendo hijo de Juan Cavada y de Mercedes Contreras. Cursó estudios primarios y secundarios en el Liceo de Ancud, y luego se formó como profesor de castellano en el Instituto Pedagógico, titulándose en el año 1892. El 22 de abril de 1896 contrajo matrimonio con Elisa Westhoff, con quien tuvo varios hijos, y quien era hija de Felipe Westhoff, subdelegado de Melinka.
Se dedicó a la docencia en las ciudades de Valdivia, Los Ángeles y Ancud. Junto a ello fue además gobernador suplente de Osorno durante el año 1900. En el ámbito literario se dedicó al estudio de la historia de su natal archipiélago de Chiloé, publicando diversas obras sobre historia y cultura local, así como también textos para estudiantes. En 1896 publica su primera obra, titulada "Chiloé", bajo el seudónimo de N.N.N. No obstante, su identidad es descubierta en poco tiempo, y se le acusa entre otras cosas de anti-patriota, por su rescate de costumbres populares reñidas con la modernidad de la época. A partir de 1906 retoma su actividad literaria, dedicando parte de sus obras al rescate de la cultura chilota, y otra parte a textos de apoyo a su rol docente en la zona. 

## Honores
En la ciudad de Ancud existe desde 1938 una calle llamada "Los Cavada" en recuerdo suyo y de su hermano Francisco.
Falleció en 1955 a la edad de 85 años.

## Obras

### Literatura sobre Chiloé
- Chiloé: Rasguños acerca de su ilustración, comercio, agricultura e industria, con algunos ligeros apuntes sobre ciertos usos y costumbres característicos del bajo pueblo[3][5] (1896).
- Vida isleña: Novela de costumbres lugareñas (1914)[3]
- Monografía del Liceo de Ancud: 1869-1919 (1919)

- Última jornada: narración histórica sobre Chiloé (1919)[6]
- Centenario de Chiloé, 1826-1926. Tipos insulares, bosquejos y leyendas insulares (1926)[7]

### Literatura de educación
- Lector chileno: libro de lectura para los liceos del sur (1906)
- Clasificación general de los idiomas: orígenes del castellano : ortografías española, chilena y fonética (1938)
- Pensión moderna: juguete cómico para la fiesta de los estudiantes
- La maldición de Préndez: estudio crítico
- Cuentos didácticos para lectura escolar (1923)[8]
- Mitología: texto de estudio para los colegios (1928)[9]
- Poesía lírica y otros artículos literarios (1949)[10]

### Poesía
- Florescencia (1912)
- Himno al soldado chilote (mayo de 1919)[6]
- Retoños